# Pena capital en Estados Unidos

Pena capital en los Estados Unidos.
Estados donde la pena capital está prohibida
Estados con pena capital

La pena capital en Estados Unidos es legal en 27 estados, y a nivel federal en los sistemas legales civiles y militares. Su aplicación está limitada por la Octava Enmienda a la Constitución de los Estados Unidos a homicidios agravados por adultos mentalmente competentes. Hasta el año 2021, 23 de los 50 estados de EE. UU. habían abolido la pena de muerte, mientras que 27 la conservaban (al menos formalmente, aunque hay 11 en los que existe una moratoria o no se ha aplicado en la práctica desde hace más de 10 años).
La condena a muerte era una pena común para muchos delitos bajo la ley común inglesa, pero no fue ejecutada en las colonias estadounidenses antes de la Declaración de Independencia. Los métodos de ejecución y los crímenes sujetos a la pena capital varían en cada estado y han cambiado con el paso del tiempo. El método más común desde 1976 es la inyección  letal. No se llevaron a cabo ejecuciones en los Estados Unidos entre 1967 y 1977. Posteriormente, la mayoría de los estados aprobaron nuevos estatutos de pena de muerte; luego, el Supremo Tribunal confirmó la legalidad de la pena capital en el caso de 1976 Gregg vs. Georgia. Desde que la pena capital fue reinstaurada en 1977, veintiún estados la han abolido legalmente; el último estado en abolirla legalmente fue Nuevo Hampshire el 30 de mayo de 2019. Además de esos 21 estados y el Distrito de Columbia que la han abolido formalmente en sus leyes, hay otros estados en los que la pena de muerte sigue existiendo en las leyes estatales respectivas de esos estados, pero existen actualmente moratorias que mantienen suspendidas indefinidamente las ejecuciones, moratorias que pueden ser o bien por decisión ejecutiva del gobernador actual del estado (que se opone personalmente a la pena de muerte) o bien por decisión del poder judicial estatal (en este último caso por razones legales). Eso significa que hay 19 estados en los que la pena de muerte está vigente y se ha aplicado en los últimos 10 años.  
En 2020, 18 presos fueron ejecutados en los Estados Unidos y 2363 estaban en el corredor de la muerte. Estados como Texas, Oklahoma, Florida, Ohio y Arizona ejecutan a asesinos con frecuencia. Texas ha llevado a cabo el mayor número de ejecuciones y Oklahoma tiene la mayor tasa de ejecución per cápita. En 2014 el 80% de las ejecuciones se concentraron en los estados de Texas, Misuri y Florida. 
Puerto Rico y Míchigan son las únicas dos jurisdicciones de los Estados Unidos que han prohibido explícitamente la pena capital en sus constituciones: en 1952 y 1964, respectivamente.

## Abolición anterior a la estatalidad
Varios estados nunca han tenido pena capital, siendo el primero de todos Míchigan, que la canceló poco después de entrar en la Unión. El Artículo 4, Sección 46 de la cuarta Constitución de Míchigan (ratificada en 1963; efectiva en 1964) prohíbe cualquier ley que lleve a cabo la pena de muerte. Todos los intentos de revocar la ley han fallado, el más reciente, una propuesta de votación en 2004.

## Diferencia entre la Jurisdicción Federal y la Jurisdicción Estatal

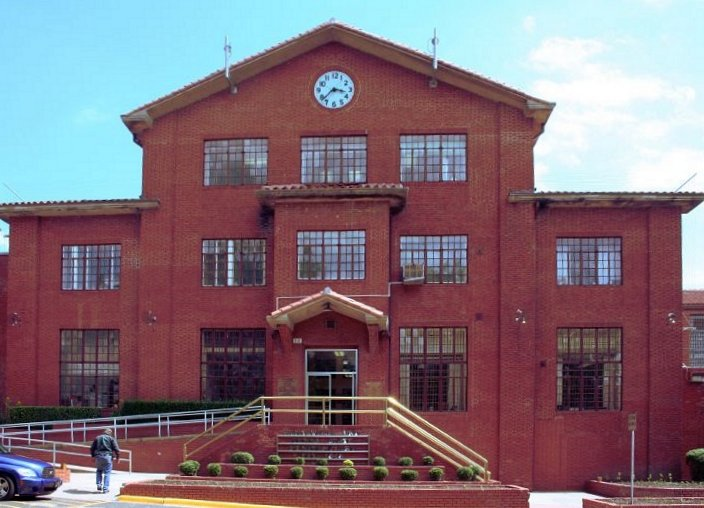
La Unidad de Huntsville en Huntsville, Texas tiene la cámara de ejecución del estado de Texas.

A la hora de hablar de la existencia y aplicación de la pena de muerte en los Estados Unidos, es necesario referirse a la diferencia entre la jurisdicción federal y la jurisdicción estatal, es decir, a delitos federales y a delitos estatales. La mayoría de los delitos comunes pertenecen a la jurisdicción estatal y, por lo tanto, están tipificados en la legislación penal de cada estado; pero existe un conjunto de delitos (que representan una minoría del total de tipos penales que existen en el país) que pertenecen a la jurisdicción federal y por lo tanto están contemplados en la legislación penal federal (nacional).

### Legislación estatal
La Legislatura Estatal (Asamblea Legislativa estatal) de cada Estado tiene la autoridad o competencia para debatir, aprobar y sancionar el Código Penal del estado respectivo, así como las reformas parciales del mismo, y el Gobernador del Estado promulga esos cambios legislativos. Los delitos que pertenecen a la jurisdicción estatal son incluidos en el Código Penal estatal de cada Estado. Por esa razón los Estados son libres de incluir o no la pena de muerte en sus códigos penales respectivos. La mayoría de los Estados la incluyen, pero algunos no; incluso algunos de los que no la incluyen han establecido en su Constitución Estatal la prohibición de aplicarla (para delitos estatales). En la actualidad son veintiún estados los que la han prohibido (además del Distrito de Columbia) luego que New Hampshire la aboliera el 30 de mayo del 2019. Los 29 estados restantes mantienen la pena de muerte incluida en sus respectivas leyes penales estatales, pero hay 11 estados en los que, o bien no se ha ejecutado a nadie en los últimos 10 años, o bien se aplica una moratoria que suspende indefinidamente todas las ejecuciones pendientes, una moratoria que puede ser por una decisión ejecutiva del gobernador actual, o que puede ser por una decisión de la respectiva justicia estatal. Algunos ejemplos de moratoria: el 23 de noviembre del 2011, el entonces gobernador del estado de Oregón, John Kitzhaber, anunció que suspendía la ejecución de los condenados a muerte en su estado por el resto de su mandato como gobernador; es decir, hasta el año 2015. Kitzhaber esgrimió razones morales para su decisión, al considerar "moralmente equivocada" la pena capital. La sucesora de Kitzhaber, la actual gobernadora Kate Brown, decidió mantener la moratoria establecida por su predecesor. El 13 de marzo de 2019 el gobernador de California, Gavin Newsom anunció que iba a decretar una moratoria en la pena de muerte en su estado.
En los estados donde sí existe la pena de muerte en la ley penal estatal, los acusados son juzgados por los Tribunales Estatales (porque cada estado tiene su propio Poder Judicial) y en caso de ser condenado a muerte un reo, el gobernador del estado tiene la última palabra para confirmar la condena o para cambiarla por Cadena Perpetua (aunque hay estados donde el gobernador no tiene esa autoridad).
Sin embargo, cuando se trata de delitos federales, la situación es muy distinta. El Congreso de los Estados Unidos tiene la competencia para aprobar y sancionar el Título 18 del Código de los Estados Unidos y sus reformas parciales, que son promulgadas por el Presidente de los Estados Unidos. En Estados Unidos todos los códigos legales aprobados por el Congreso de los Estados Unidos están fundidos en un solo gigantesco código, por lo que cada título de ese cuerpo legal equivale a un código completo de otros países; en el caso del Título 18, el mismo equivale a un código penal y a un código de procedimiento penal unidos en uno. Dicho Título 18 tiene vigencia sobre todo el territorio nacional de los Estados Unidos, incluyendo todos y cada uno de los estados y territorios no incorporados, pero solamente para aquellos delitos que entran dentro de la jurisdicción federal.
Por citar un ejemplo (el que más tiene que ver con la pena capital), el asesinato, en la mayoría de los casos, es un delito estatal tipificado en el código penal del estado donde se haya cometido el crimen y juzgado por la justicia de ese estado; pero en algunos casos puede ser un delito federal, como por ejemplo sí se asesina a un empleado federal (del FBI, DEA, Departamento del Tesoro o cualquiera de las otras agencias y departamentos del gobierno federal), con motivo del cumplimiento de su deber, o si se asesina al Presidente de los Estados Unidos, al Vicepresidente de los Estados Unidos, a un senador o representante (diputado) del Congreso de los Estados Unidos, a un magistrado de la Corte Suprema de los Estados Unidos o a un Secretario (Ministro) del Gabinete de los Estados Unidos, incluso cuando se trata de funcionarios electos que todavía no han tomado posesión de su cargo o de candidatos presidenciales o vicepresidenciales que ni siquiera han resultado electos aún. Igualmente, el delito es federal si un preso que está cumpliendo cadena perpetua en una prisión federal asesina a una persona dentro de la cárcel o lo hace después de escapar de ella. En esos casos el delito está tipificado en el Título 18 del Código de los Estados Unidos (de la nación), sin importar el estado donde se haya cometido el crimen, y, al ser un delito federal, es juzgado por los Tribunales Federales, que son paralelos e independientes de la justicia de los estados (los jueces federales son nombrados por el presidente con la aprobación del Senado de los Estados Unidos).
El asesinato también es federal si se comete dentro de la "jurisdicción especial marítima y territorial de los Estados Unidos", que abarca las aguas territoriales estadounidenses de alta mar (excluyendo las aguas que están bajo jurisdicción de los diferentes estados costeros), los aviones cuando sobrevuelan las aguas bajo jurisdicción federal, los terrenos adquiridos para sus instalaciones por el gobierno federal con autorización de la legislatura estatal respectiva (siempre que se le haya cedido la jurisdicción exclusiva o concurrente sobre los mismos), todo buque extranjero que entre o salga de Estados Unidos (siempre que el delito sea contra un estadounidense y que la ley internacional permita la jurisdicción) y las misiones diplomáticas estadounidenses.    
Otros delitos federales por los que una persona puede ser condenada a muerte son la traición a la patria, el Espionaje, los crímenes de guerra que causen la muerte de la víctima, el Genocidio, el uso de un arma química que cause la muerte de las víctimas, etc. Cuando una persona es juzgada por un Tribunal Federal y condenada a muerte de acuerdo al Código Penal de los Estados Unidos, es el presidente de los Estados Unidos y no un gobernador de estado el que tiene la última palabra para perdonarle la vida, sustituyendo la condena por cadena perpetua, o, por el contrario, para confirmar la sentencia y ordenar su ajusticiamiento.
Por esa razón, la pena de muerte existe en todo el territorio de los Estados Unidos, porque aunque haya estados que la hayan eliminado para los delitos estatales, incluso en esos estados existe la pena de muerte para los delitos federales; porque constitucionalmente los estados no tienen autoridad o competencias para prohibirle a los Tribunales Federales y al Presidente de los Estados Unidos que apliquen la pena de muerte en casos federales ocurridos en su territorio. Los estados no pueden invadir la jurisdicción federal, de la misma manera que los poderes federales (Presidente, Congreso y justicia federal) no pueden obligar a los estados a aplicar la pena de muerte en el caso de delitos estatales.
Incluso la ley federal dice que en el caso de la ejecución de un reo condenado por la justicia federal se debe aplicar el método de ejecución usado por el estado en cuyo territorio se haya cometido el crimen. Pero si en ese estado no existe la pena de muerte, entonces el juez federal puede seleccionar el método usado por cualquiera de los otros estados donde si existe la pena de muerte; de lo que se desprende claramente que la ley federal prevalece sobre la estatal en el caso de los delitos que son de la exclusiva jurisdicción federal, ya que la inexistencia de la pena de muerte en un estado donde se cometió un delito federal castigado con la misma solo produce el efecto de obligar al juez de la causa a escoger el método de ejecución. 
La controversia entre las autoridades de Puerto Rico y las autoridades federales se produjo cuando algunos reos fueron juzgados en los Tribunales Federales, con jurisdicción sobre Puerto Rico, por delitos federales castigados con la pena de muerte y los fiscales federales se empeñaron en pedir esa pena para los acusados. Los fiscales federales alegaban que la prohibición de la pena de muerte, incluida en la Constitución de Puerto Rico, sólo era válida para los delitos estatales, ya que solo sobre ellos pueden legislar las autoridades de Puerto Rico; es decir, que la situación sería exactamente igual a la de un estado cualquiera de Estados Unidos que hubiera prohibido la pena de muerte en su constitución: no podía evitar que se aplicara a delitos federales cometidos en su territorio. Desde este punto de vista, la pena de muerte nunca ha dejado de existir en Puerto Rico, al menos en lo que se refiere a la Jurisdicción Federal.
Sin embargo, las autoridades de Puerto Rico alegaban la "relación especial" de la isla con Estados Unidos, con un particular estatus de autonomía que le permite comportarse en algunos aspectos como si fuera un país independiente. No obstante, este era más un argumento político que jurídico, ya que en las leyes que rigen la relación de Estados Unidos con Puerto Rico no está contemplado que Puerto Rico tenga derecho a vetar la aplicación de la legislación penal federal en su territorio; de hecho, muchas personas han sido juzgadas y condenadas por la justicia federal por delitos cometidos en Puerto Rico, y el hecho de que en un caso determinado la pena sea de muerte en lugar de prisión no debería implicar ninguna diferencia. Al final, las autoridades federales de justicia prefirieron evitar el choque con Puerto Rico y no  condenaron a los acusados a muerte, pero los opositores de la pena de muerte en la isla aconsejaron renegociar en un futuro las normas que rigen la autonomía de Puerto Rico para quitarle a la justicia federal el derecho de condenar a muerte a personas por delitos cometidos en la isla.

### Justicia militar
También la justicia militar, regida por el Código Uniforme de Justicia Militar de los Estados Unidos y aplicada por las Cortes Militares, escapa al control de los estados y tiene vigente la pena de muerte en todo el territorio de la nación. Si un militar es condenado a muerte por una corte militar, es el presidente quien tiene la última palabra sobre su perdón o ejecución. En cuanto a la justicia militar el último ejecutado fue el soldado de primera clase John A. Bennett que fue ejecutado en la horca el 13 de abril de 1961, tras ser condenado por una Corte marcial por haber violado a una niña de 11 años e intentado asesinarla en diciembre de 1955 en Austria (donde estaba destinado como parte de las tropas de ocupación que estaban en ese país después de la Segunda Guerra Mundial). En este caso, el presidente John Fitzgerald Kennedy negó el perdón y ordenó la ejecución.

### Justicia federal
Desde 1963 y hasta el 2001 ninguna persona condenada a muerte por la justicia federal fue ejecutada. El 15 de marzo de 1963, Victor Feguer fue ejecutado en la horca después de ser juzgado por un Tribunal Federal por el secuestro y asesinato de un médico (el delito era federal porque había cruzado las fronteras entre estados para cometerlo). El presidente John Fitzgerald Kennedy se negó a perdonarlo y confirmó su sentencia a muerte. La siguiente ejecución federal no tendría lugar hasta 38 años después, cuando el 11 de junio de 2001 el terrorista estadounidense Timothy McVeigh fue ejecutado con una inyección letal por haber volado un edificio federal y haber asesinado con ello a agentes federales que estaban cumpliendo su deber (además de civiles inocentes); el presidente George W Bush fue el que negó el perdón y confirmó la sentencia a muerte de McVeigh. La Administración de Bush llevó a cabo otras dos ejecuciones por delitos federales: la de Juan Raúl Garza, un narcotraficante estadounidense de origen mexicano que fue condenado por ordenar el asesinato de tres personas en el transcurso de una operación de contrabando de marihuana, y que fue ejecutado el 19 de junio de 2001; y la de Louis Jones, Jr, un exmilitar afrodescendiente que había secuestrado y violado a una joven soldado de una base de la Fuerza Aérea de los Estados Unidos para, posteriormente, asesinarla de forma brutal fuera de la instalación militar, siendo ejecutado el 18 de marzo de 2003. 
El 25 de julio de 2019, William Barr, Fiscal general de los Estados Unidos, anunció que la Administración del presidente Donald Trump iba a reanudar la ejecución de reos a nivel federal, después de 16 años de la última ejecución de un condenado por la justicia federal. Barr anunció que se ejecutaría a cinco asesinos condenados entre diciembre de 2019 y enero de 2020.
El 14 de julio de 2020 la Administración de Trump ejecutó a un reo condenado por la justicia federal, convirtiéndose en la primera ejecución a nivel federal en más de 17 años. Se trató de Daniel Lewis Lee, un supremacista blanco condenado por haber asesinado brutalmente a un traficante de armas, a la esposa del traficante y a la hija de 8 años de la mujer, durante un robo en 1996.
Durante sus últimos meses en el poder, la Administración de Trump ejecutó en total a 13 reos condenados por la justicia federal; 10 de ellos fueron ejecutados antes de terminar el año 2020, y los 3 restantes fueron ejecutados en las primeras semanas del año 2021. Esa serie de ejecuciones batió un récord, porque el Gobierno Federal de Estados Unidos no ordenaba más de 10 ejecuciones en un solo año desde 1896 durante la presidencia de Grover Cleveland.

### Actualidad
Por su parte, los diferentes Estados que mantienen la pena de muerte en sus leyes para delitos estatales han ejecutado desde 1976 (año en que la Corte Suprema de los Estados Unidos levantó una suspensión que previamente había impuesto a la pena de muerte) hasta el 2024 a un total de unos 1567 reos. Si se le suman los 16 ejecutados por el Gobierno Federal, sumarían 1583 ejecutados desde 1976. Durante el año 2023 fueron ejecutados 24 reos.
Llamativo fue el caso de Ronnie Lee Gardner, fusilado por petición propia por un pelotón de cinco personas en el estado de Utah el día 18 de junio de 2010, al serle rechazada la petición de cadena perpetua, dado que el fusilamiento está en desuso y la inyección letal es el método adoptado hoy día por la gran mayoría de las diferentes jurisdicciones estatales y por la jurisdicción federal.
Desde 1936 no se han realizado ejecuciones públicas en Estados Unidos; a partir de ese año los estados y el Poder Federal han promulgado leyes que prohíben realizar ejecuciones si no hay, por lo menos, una pared de por medio que separe la ejecución de la vista del público. Sin embargo, desde ese año y hasta la actualidad, en algunos casos excepcionales se han llegado a acreditar hasta 400 testigos para presenciar la ejecución en recintos carcelarios cerrados.